# Hôpital de Butaro

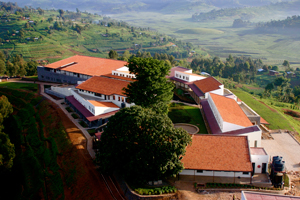
Vue aérienne de l'hôpital de Butaro

L'hôpital de Butaro (en kinyarwanda : Butaro Hospital) est un établissement de santé situé dans le district de Burera, dans la province du Nord du Rwanda. Il sert d'hôpital de  district de Burera, dans la province du Nord du Rwanda et les communautés avoisinantes.

## Emplacement
L'hôpital du district de Butaro est situé dans le secteur de Butaro, du district de Burera, dans la province du Nord du Rwanda, à environ par la route, au nord de Kigali, la capitale nationale du Rwanda et sa plus grande ville. Les coordonnées géographiques de l'hôpital sont 01°24'35.0"S, 29°50'24.0"E (Latitude : -1.409722 ; Longitude : 29.840000).

## Aperçu
L'hôpital de Butaro dispose de 256 lits d'hospitalisation. L’établissement présente une conception innovante destinée à s’harmoniser avec l’environnement local et à réduire le risque d’infections nosocomiales. Les services hospitaliers comprennent les urgences, les unités de soins intensifs, le service pédiatrique, les blocs opératoires et une salle informatique. L'hôpital est équipé d'Internet sans fil sur tout le campus hospitalier, avec des ordinateurs portables présents dans chaque poste de soins infirmiers. Des services de télémédecine sont disponibles pour consultation avec la Harvard Medical School et le Brigham and Women's Hospital.

## Histoire
La construction a été achevée un an plus tôt que prévu. Plus de 3 500 membres de la communauté locale ont été employés pendant la construction. Dans la mesure du possible, l'hôpital a été construit en utilisant des matériaux locaux, notamment de la pierre volcanique des montagnes des Virunga.

## Centre d'excellence en cancérologie de Butaro
En juillet 2012, le Butaro Cancer Center of Excellence a ouvert ses portes au public, offrant le premier service de cancérologie en Afrique de l'Est rurale. Il a été développé par Partners In Health, avec le soutien du Dana-Farber Cancer Institute et du gouvernement rwandais. La Fondation pour l'enfance Jeff Gordon a contribué à hauteur de 1,5 million de dollars à sa création.

### Centre ambulatoire de cancérologie de Butaro
En 2013, un service de consultations externes a été mis en place pour prendre en charge les patients atteints de cancer nécessitant une chimiothérapie intraveineuse régulière, sans pour autant devoir être hospitalisés. Ce service offre un ensemble complet de soins, incluant le diagnostic basé sur les résultats de pathologie, l’administration de la chimiothérapie, les interventions chirurgicales, l’orientation vers la radiothérapie, le soutien socio-économique ainsi qu’un suivi à long terme. conomique et le suivi à long terme.
Le Butaro Ambulatory Cancer Center a été conçu par MASS Design Group, construit par Partners In Health et financé par la Cummings Foundation, Inc. de Woburn, Massachusetts. D'autres partenaires incluent le gouvernement du Rwanda, le Rwanda Biomedical Center et le Dana-Farber/ Brigham and Women's Hospital Cancer Center de Boston.